# Mahora
Mahora ist ein Ort und eine Gemeinde (municipio) mit 1.465 Einwohnern (Stand: 2024) im Osten der Provinz Albacete in der Autonomen Region Kastilien-La Mancha im Südosten Spaniens. Sie ist Teil der Comarca La Manchuela.

## Lage und Klima
Mahora liegt etwa 30 Kilometer (Fahrtstrecke) nordnordöstlich der Provinzhauptstadt Albacete in einer Höhe von ca. 665 m. Der Fluss Júcar begrenzt die Gemeinde im Südwesten. Das Klima im Winter ist gemäßigt, im Sommer dagegen warm bis heiß; die eher geringen Niederschlagsmengen (ca. 349 mm/Jahr) fallen – mit Ausnahme der nahezu regenlosen Sommermonate – verteilt übers ganze Jahr.

## Bevölkerungsentwicklung
| Jahr      | 1970 | 1981 | 1991 | 2001 | 2011 | 2021 |
| Einwohner | 1762 | 1432 | 1373 | 1347 | 1432 | 1430 |

## Sehenswürdigkeiten
- Marienkirche (Iglesia de Nuestra Señora de la Asunción)
- Ruinen des alten Franziskanerkonvents
- Windmühle

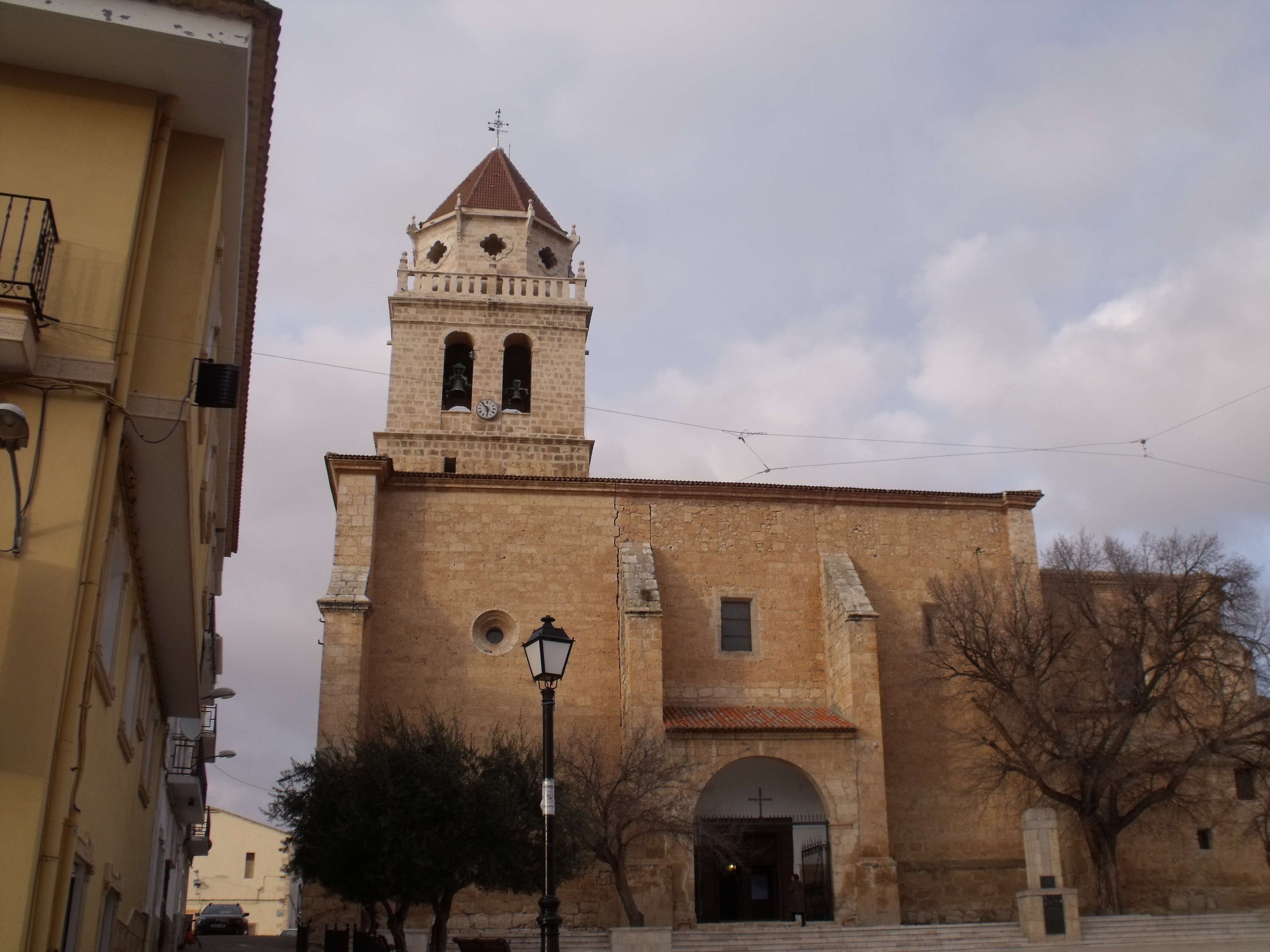
Kirche Mariä Himmelfahrt
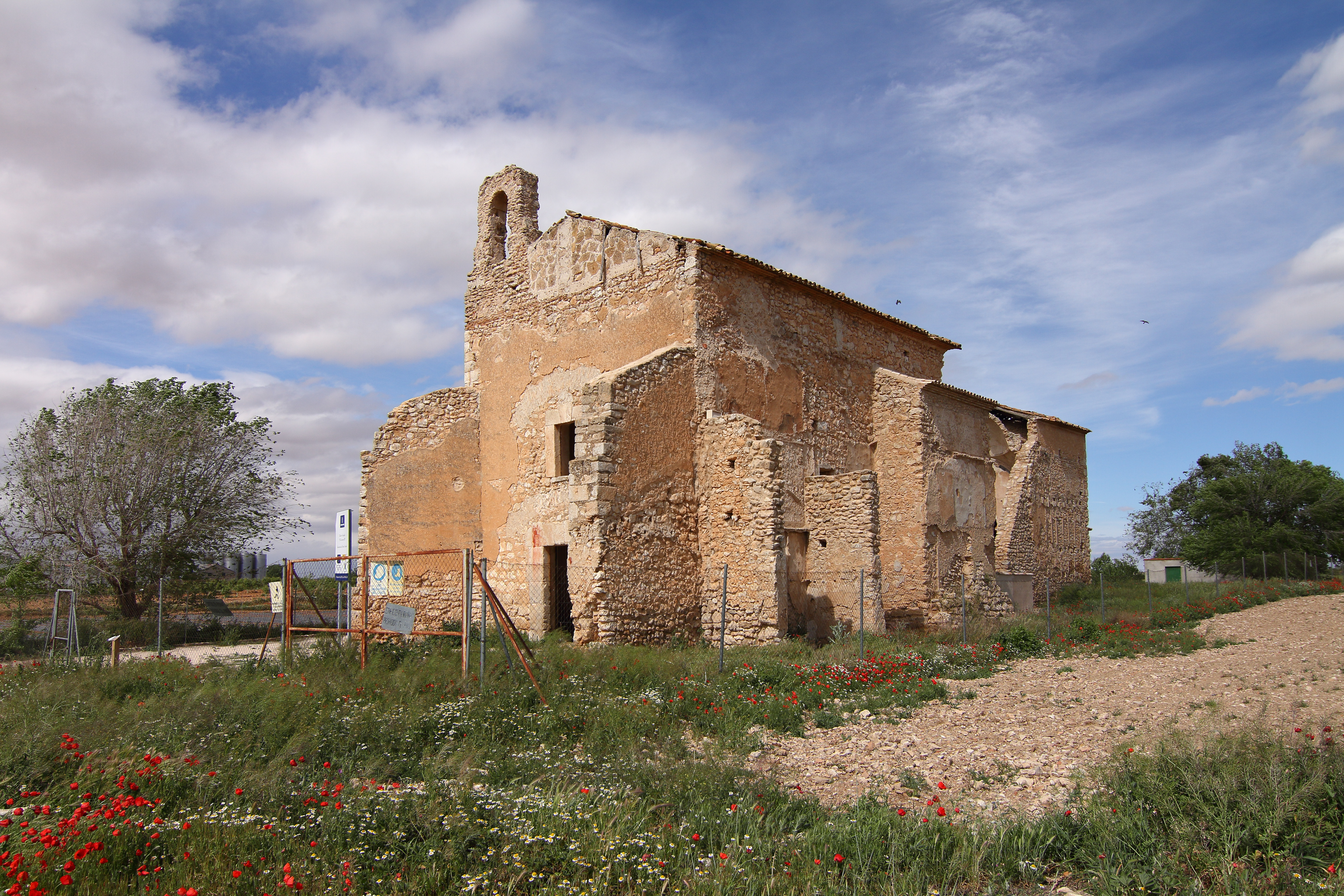
Ruinen des Franziskanerkonvents
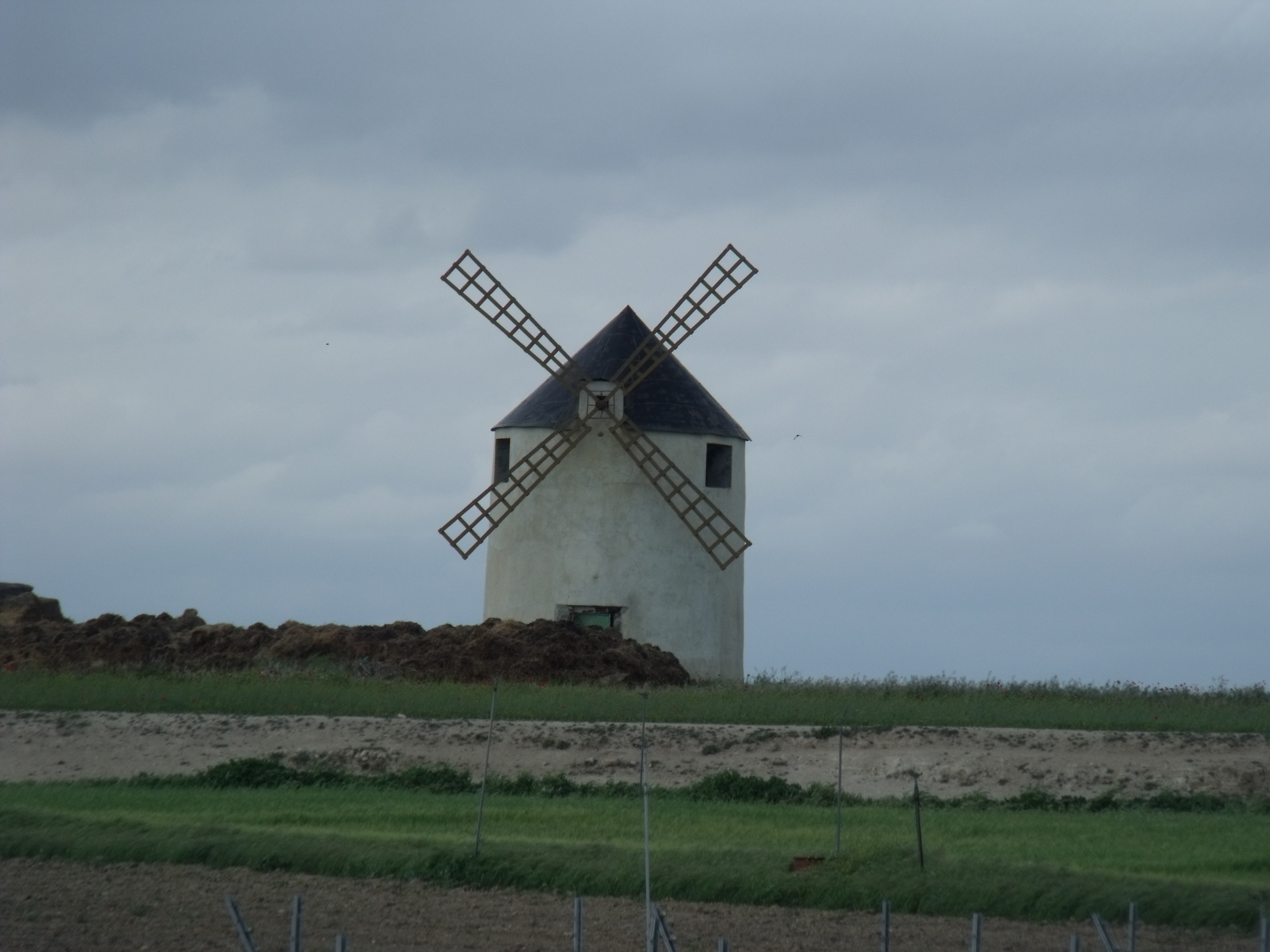
Windmühle
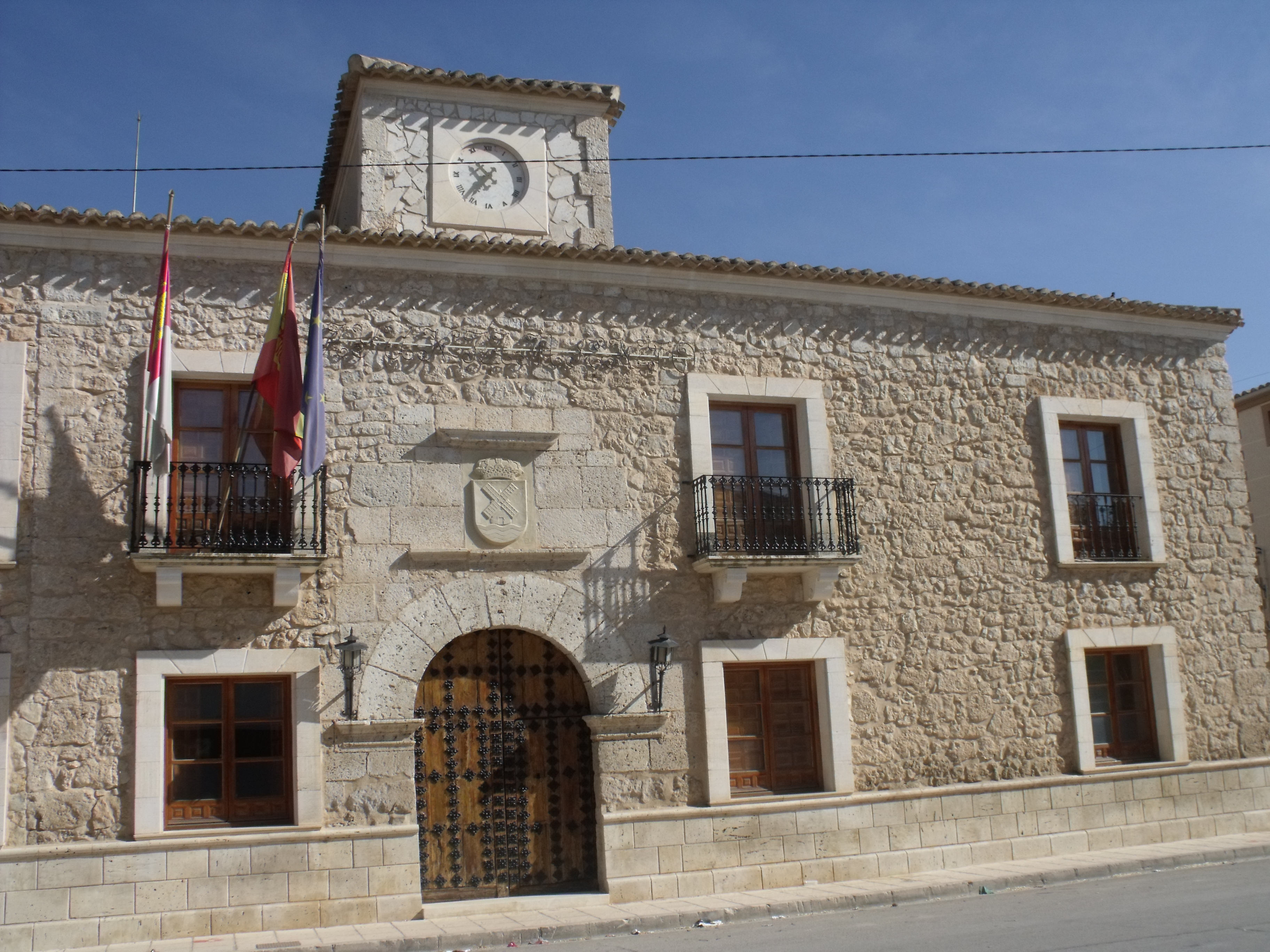
Rathaus